# Los Leones de Bagdad
Los Leones de Bagdad (Pride of Baghdad, en el original) es una novela gráfica realizada originalmente en el año 2006 por el guionista Brian K. Vaughan y el dibujante Niko Henrichon para la editorial norteamericana DC Comics.

## Publicación
La edición original salió a la venta en septiembre de 2006 a través del sello editorial Vertigo de la compañía DC Comics.

### España
La editorial Planeta DeAgostini, dentro de su colección de cómics Vertigo, publicó la obra en junio de 2007.

## Trama
La historia, basada en hechos reales que tuvieron lugar en abril de 2003, narra cómo la manada de leones formada por Zill (el león macho), Safa (una vieja leona tuerta), Noor (una joven leona) y el cachorro Alí (hijo de Noor y Zill), escapa del zoo de Bagdad tras un bombardeo del ejército estadounidense a la ciudad. Entonces se embarcan en una aventura que les llevará tras una vida de cautiverio en su jaula a adentrarse en el mundo de los humanos, devastado por la guerra.

## Premios
Premios Harvey: 2007
Mejor Novela Gráfica Original.